# Bran (hrad)
Hrad Bran (německy Törzburg, maďarsky Törcsvár) u obce Bran (v Brašovské župě) je rumunská národní památka. Pevnost se nachází na historické hranici mezi Transylvánií a Valašskem v  průsmyku Rucăr-Bran mezi karpatskými pohořími Bucegi a Piatra Craiului.
Hrad Bran inspiroval Brama Stokera k vylíčení Draculova hradu ve svém románu, ve skutečnosti se však nejednalo o kaštel, který historicky patřil vojvodovi (knížeti) Vladovi III. Draculovi. Skutečnou rezidencí knížete Draculy byl hrad Poenari (dnes zřícenina). Díky této legendě patří Bran k nejoblíbenějším rumunským památkám a ročně ho navštíví kolem 800 000 návštěvníků.

## Dějiny

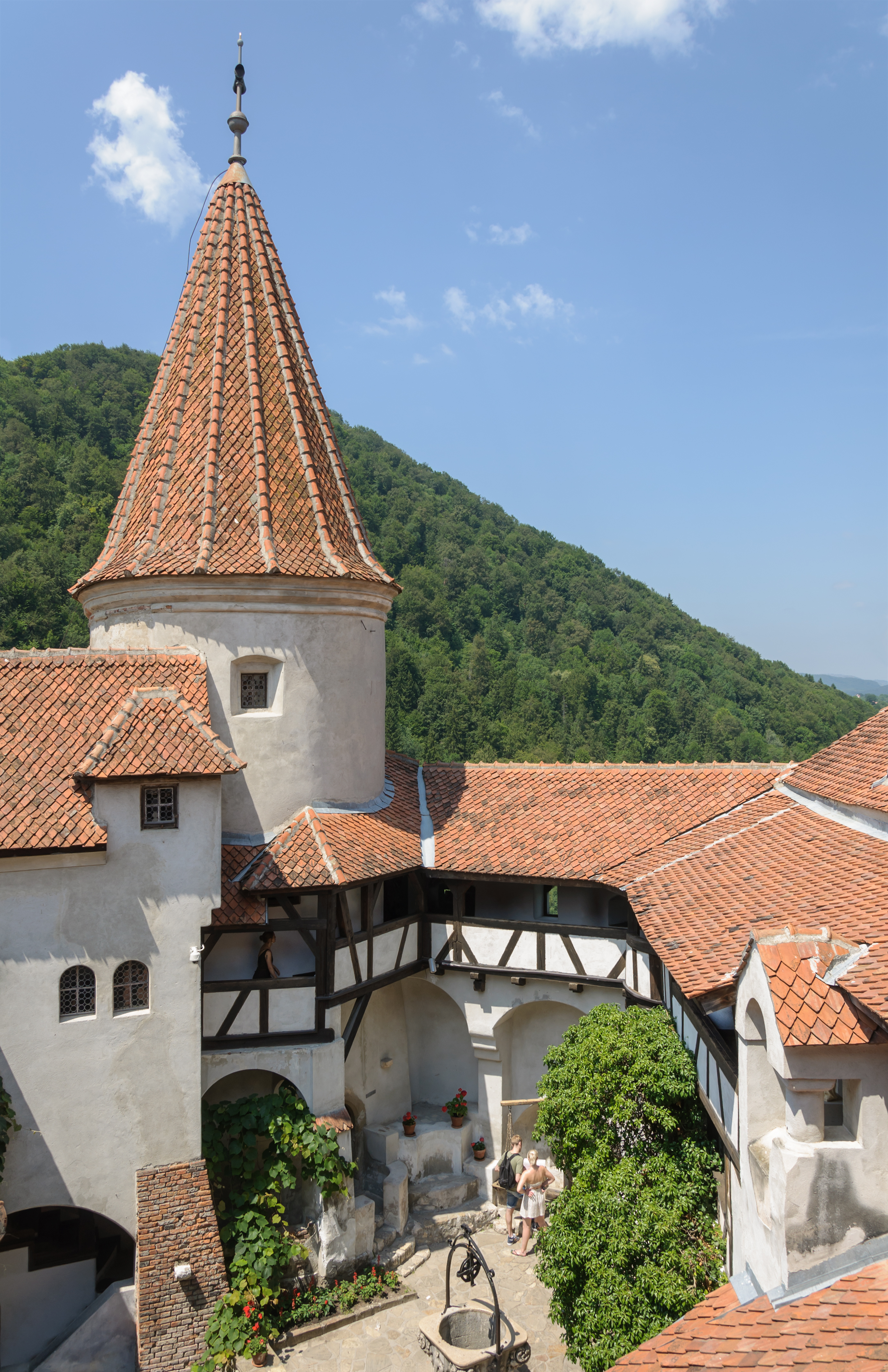
Nádvoří hradu Bran s válcovou věží

První zmínky o pevnosti v místě dnešního hradu pocházejí z roku 1211, kdy oblast zvanou Țara Bârsei získal od uherského krále Ondřeje II. Řád německých rytířů. V té době  započal na návrší známém jako Dietrichstein s výstavbou dřevěné pevnosti k obraně údolí, které po staletí sloužilo k transportu zboží z Valašska do Transylvánie, dnešního Burušska. Křižáci zde vydrželi pouhých 15 let. V roce 1377 udělil uherský král Ludvík I. Veliký blízkému, tehdy saskému obchodnímu městu Brašov (německy Kronstadt) privilegium postavit hrad, který také během 10 let opravdu vznikl. Sloužil jako celnice a obranná pevnost východních hranic Sedmihradska. S narůstajícím tureckým nebezpečím jeho vojenský význam stoupal a velitel hradu byl zároveň místodržícím Sedmihradska.V roce 1242 byla primitivní stavba zničena po nájezdu Mongolů. 19. listopadu 1377 uherský král Ludvík I. Veliký povolil saským obyvatelům města Brašova vystavět na vlastní náklady fortifikovanou kamennou pevnost, dnes známou jako hrad Bran. Stejnojmenná hraniční obec vznikla souběžně v důsledku stavby hradu. Již od roku 1378 sloužila nová pevnost uherským králům jako obranný hrad proti výbojům Osmanské říše. Strategický význam hradu velmi dobře chápali křesťanští panovníci Dunajských knížectví, kteří jej využívali. Bran byl jednu dobu dočasně obsazen a užíván knížetem Mirceou I. (Mircea Cel Bătrân) a jeho vnukem, Vladem III. Draculou (Vlad Ţepeş).
Od roku 1920 byl hrad Bran sídlem panovníků Rumunského království. Dlouho zde pobývala královna Marie Edinburská, jež nechala provést rozsáhlé úpravy interiérů podle tehdejšího rumunského vkusu art and craft, a její dcera princezna Ileana Rumunská. V roce 1948, kdy se k moci dostali komunisté, byla královská rodina násilně donucena odejít, a hrad byl obsazen státními složkami.
26. května 2006 byl hrad navrácen Dominikovi Habsburskému a jeho sestrám Marii Magdaleně a Alžbětě, dětem a dědicům princezny Ileany a Antonína Habsburského (z toskánské linie rodu). Dominik Habsburský nabídl hrad Törzburg za 80 miliónů amerických dolarů rumunskému státu, ten se však k takovému výdaji neodhodlal, proto zde Habsburk se svými sestrami Marií Magdalenou Holzhausenovou a Elisabeth Sandhoferovou 1. června 2009 otevřel muzeum.
Jsou zde k vidění předměty a nábytek z rodových sbírek Habsburků, mezi nimi například koruna, žezlo a stříbrná dýka krále Ferdinanda I. Původní hradní exponáty, které kdysi zkonfiskoval rumunský stát, byly navráceny z rukou ministerstva kultury do nového muzea v sousední celnici (na někdejší rakousko-uhersko-rumunské hranici). V hradní věži je pak možné si pronajmout luxusní apartmá.

## Galerie

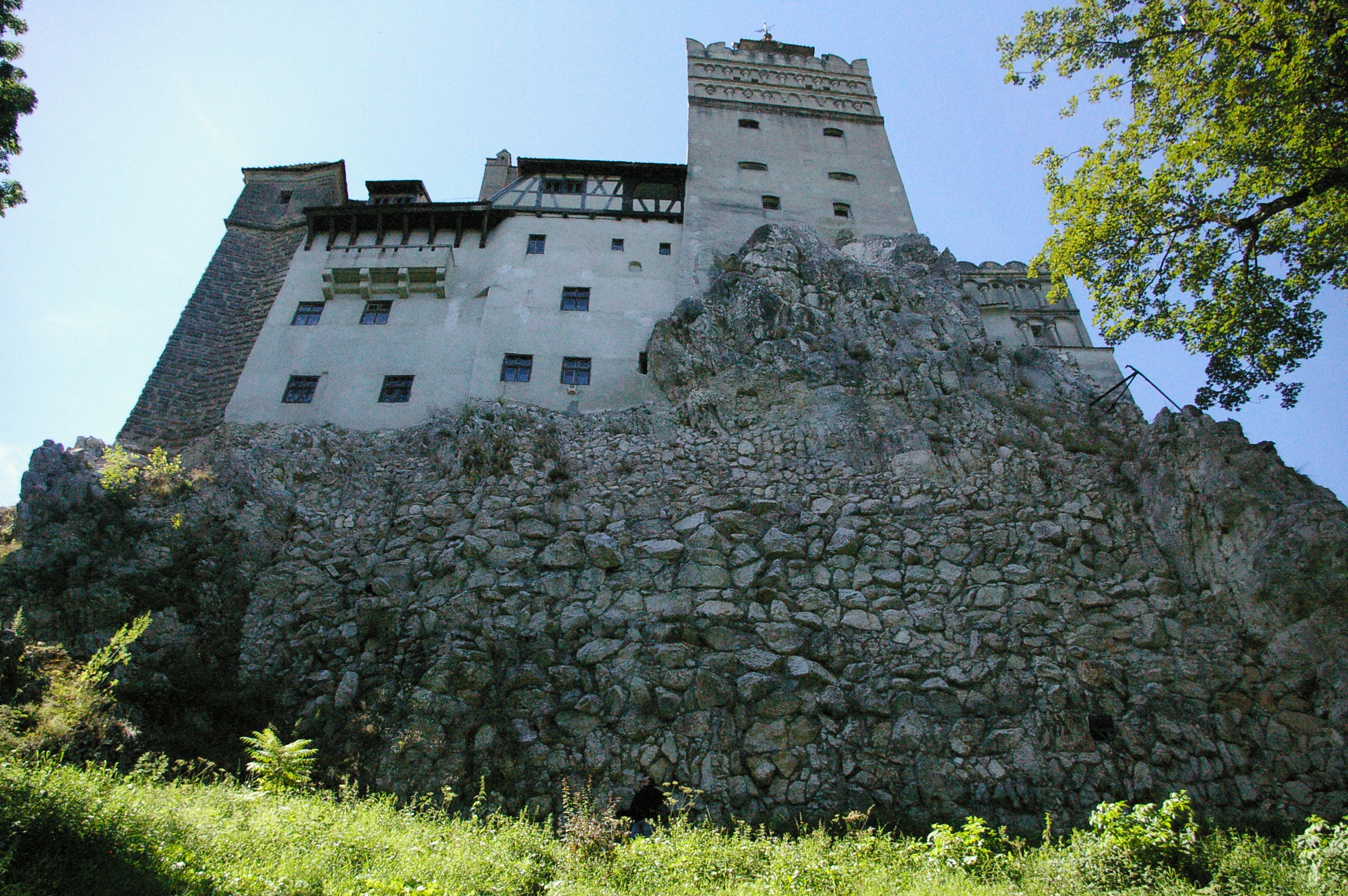
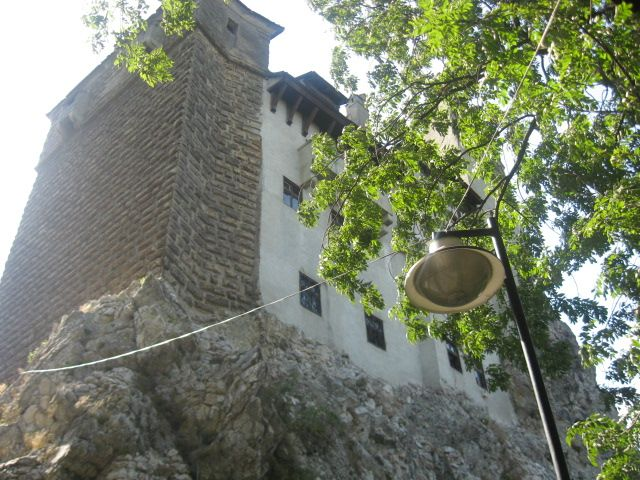
Pohled z cesty pod hradem
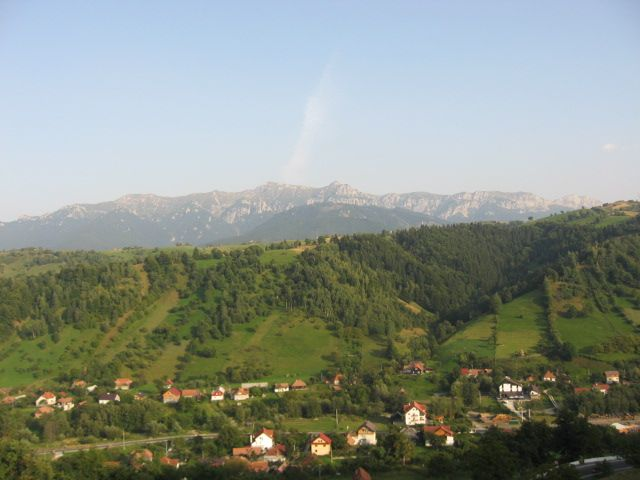
Pohled z balkónu
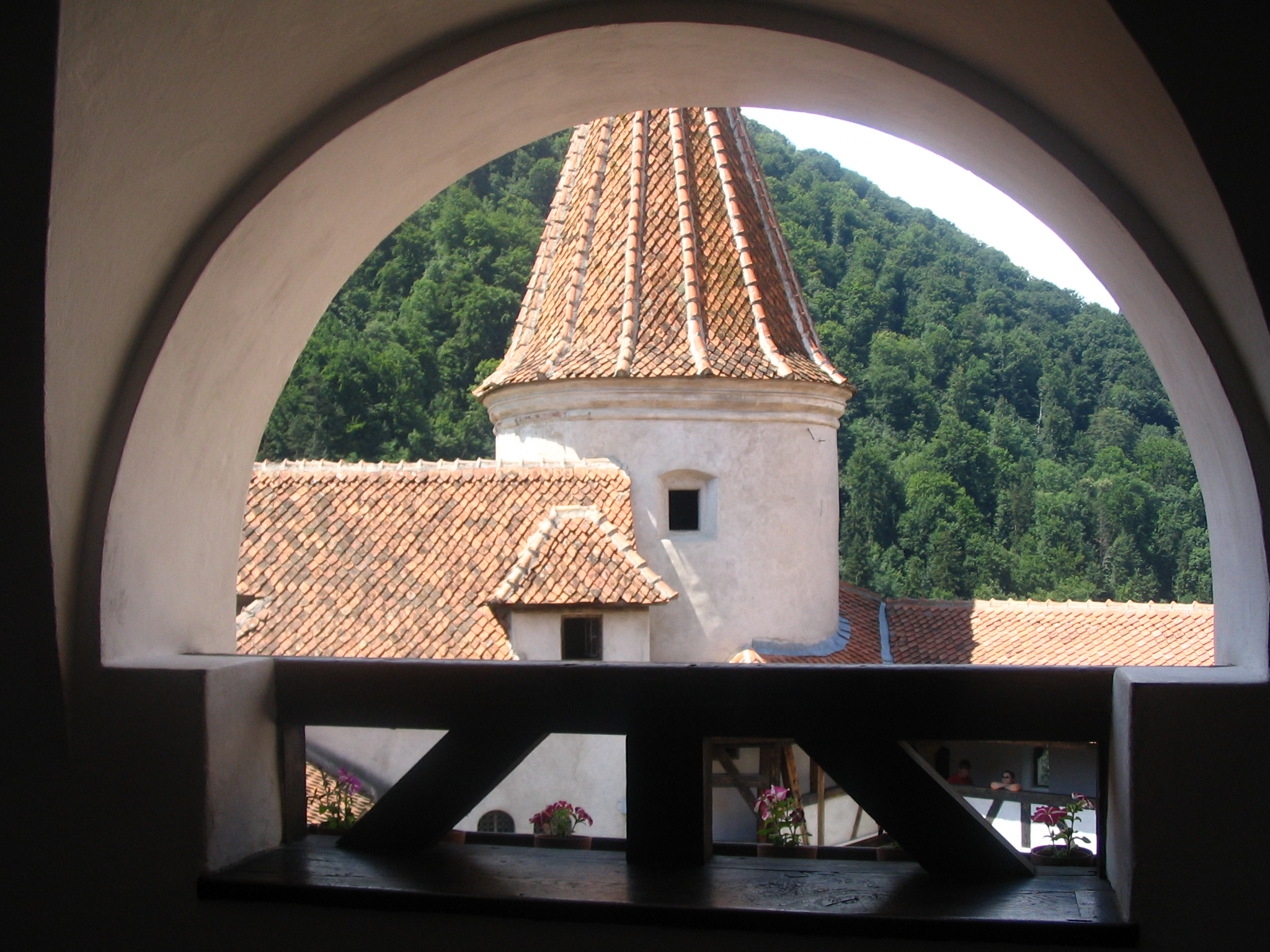
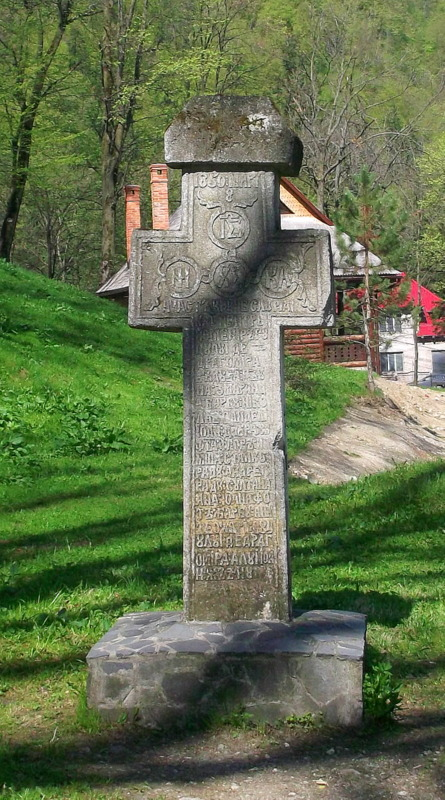
Kříž v hradní zahradě
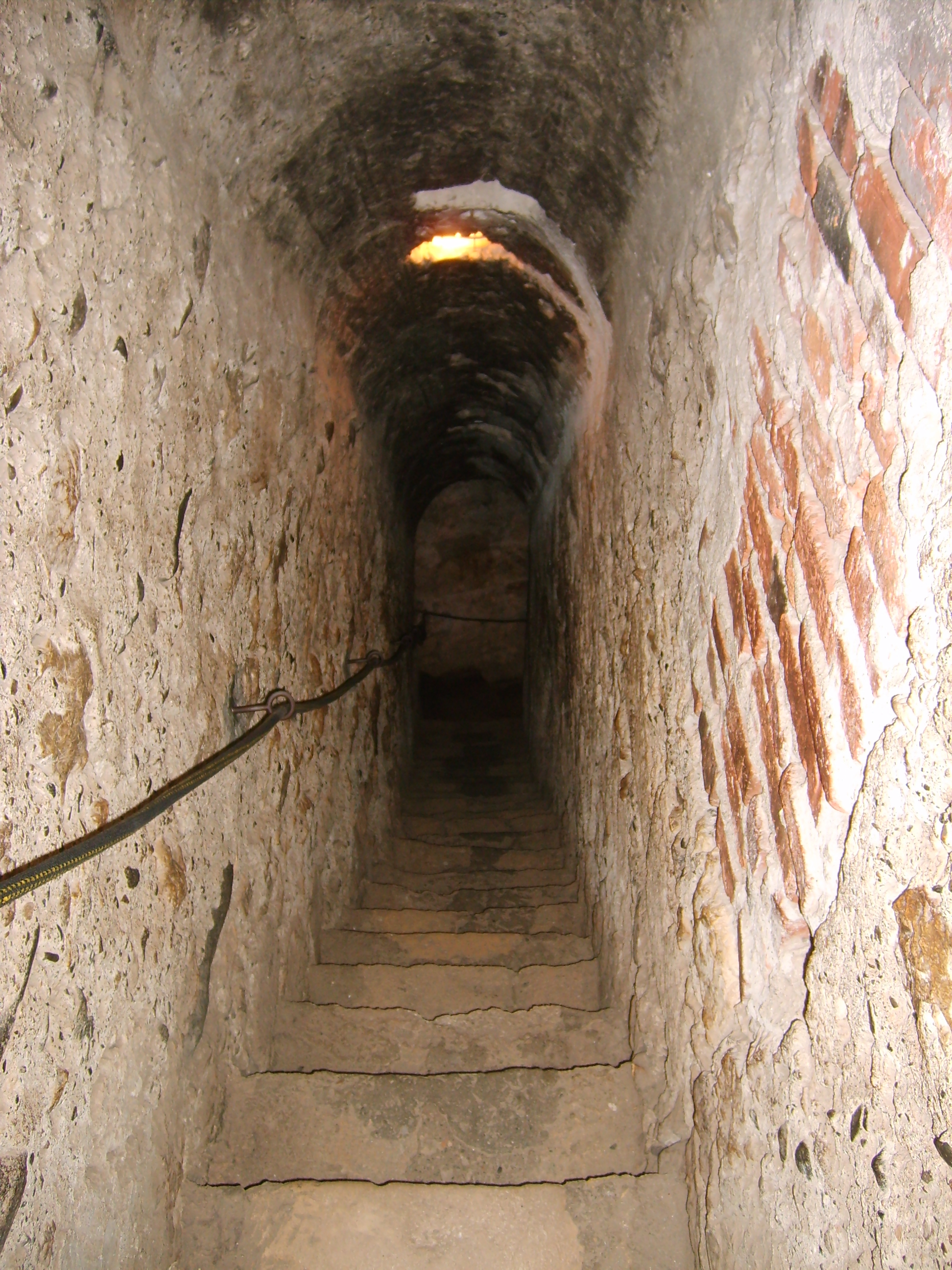
Tajná chodba spojující první patro se třetím
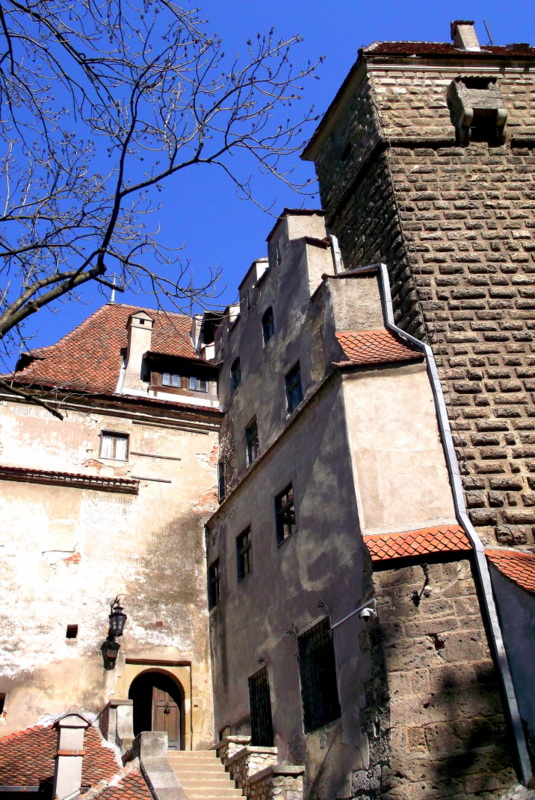
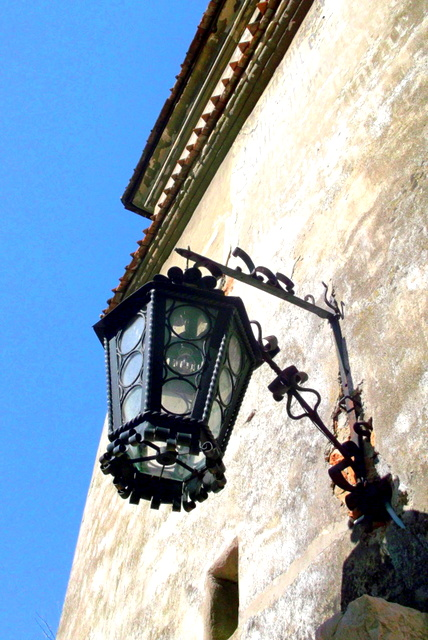